# Nassogne

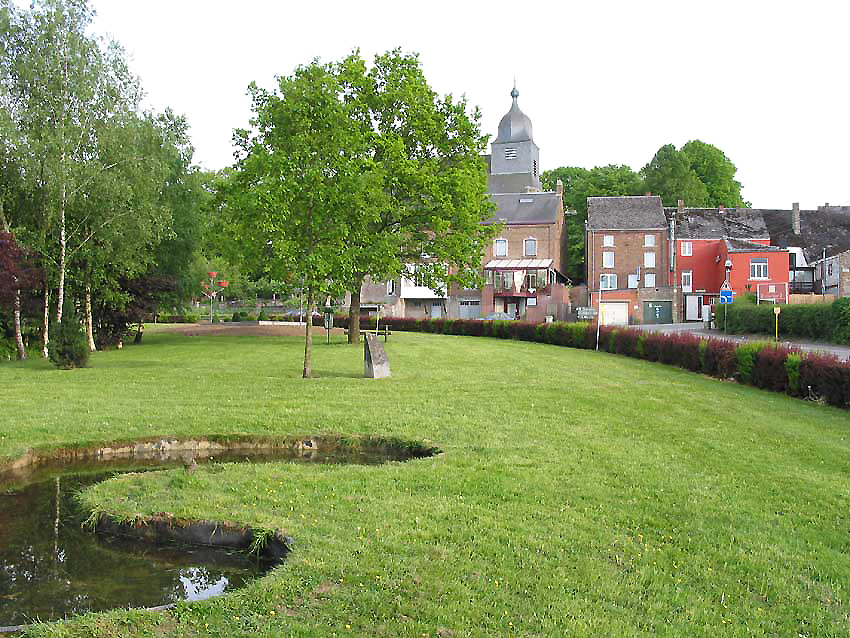
Nassogne: gần nhà thờ St Monon

Nassogne là một đô thị của Bỉ. Đô thị này nằm ở tỉnh Luxembourg, vùng Wallonie.
Ngày 1 tháng 1 năm 2007, đô thị này có diện tích 111.96 km², có dân số 5.045 dân với mật độ dân số 45.1 người trên mỗi km².